# Syagrus coronata
Espèce

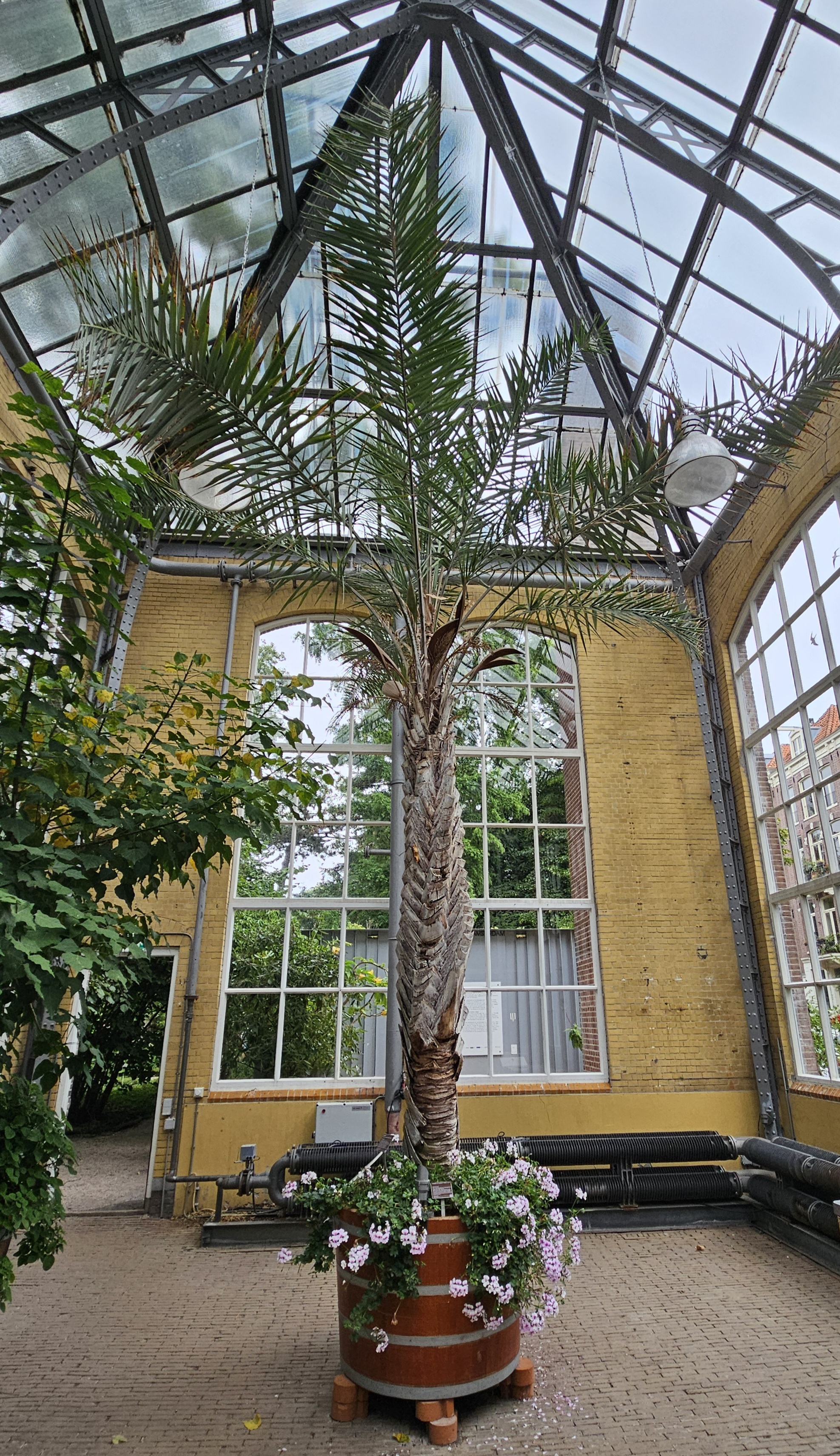
Syagrus coronata au jardin botanique d'Amsterdam.

Syagrus coronata est une espèce de plantes à fleurs de la famille des Arecaceae. Son aire de répartition naturelle s'étend dans l'Est du Brésil. C'est un arbre qui pousse principalement dans le biome tropical à saison sèche.

## Description
Syagrus coronata est un palmier qui atteint 3 à 12 m de hauteur avec une couronne de feuilles semi-plumeuses,. Les fleurs sont jaune vif et les plantes portent des fruits pendant la majeure partie de l’année.

## Répartition et habitat
Syagrus coronata est une espèce de palmier originaire de l'Est du Brésil, s'étendant de la partie sud de l'État de Pernambuco, jusqu'à l'État de Bahia, au sud jusqu'à la rivière Jequitinhonha dans l'État de Minas Gerais,,. Cet arbre peut vivre de 30 à 150 ans, mais la plupart ne vivent en moyenne que 8 à 10 ans. Il joue un rôle important dans l'alimentation des animaux des forêts tropicales sèches saisonnières.

## Importance écologique

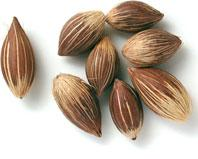
Noix de Syagrus coronata.

La noix de Syagrus coronata est la principale source de nourriture de l'Ara de Lear, constituant environ 95 % de son régime alimentaire. Ces noix peuvent atteindre 2,5 cm de diamètre. Selon Kitzke et Johnson, on compte environ cinq milliards (5 000 000 000) de palmiers C. coronata adultes.

## Menaces
La destruction des jeunes plants par le bétail constitue une menace, principalement par la destruction des plantations. Ces bosquets sont vitaux pour l'Ara de Lear.

## Syagrus coronataet l'Homme

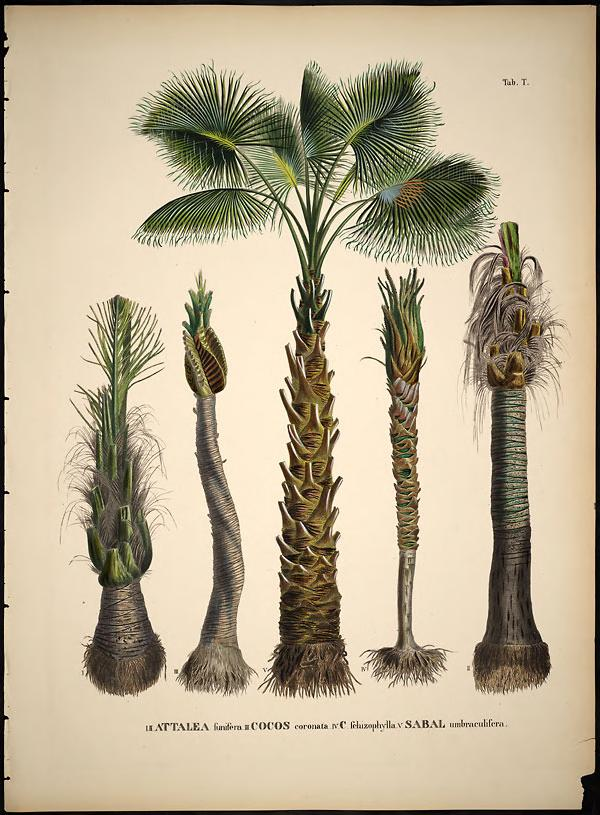
Missouri's Botanical Garden Illustration (1823-1850).

Syagrus coronata est l'une des sources de l’Ouricury wax. Celle-ci est assez similaire à la cire de carnauba qu'elle remplace parfois ou qui, en mélange, en améliore la brillance.

## Liste des variétés
Selon GBIF (18 août 2025) :
- Syagrus coronata var. coronata (Mart.) Becc., 1916
- Syagrus coronata var. todaroi Becc., 1916

## Dénominations
En anglais, cette plante pour les noms vernaculaires suivants : Aricuri palm, Licuri palm, Ouricury palm.

## Systématique
Le nom correct complet (avec auteur) de ce taxon est Syagrus coronata (Mart.) Becc..
L'espèce a été initialement classée dans le genre Cocos sous le basionyme Cocos coronata Mart..
Syagrus coronata a pour synonymes :
- Arecastrum romanzoffianum var. ensifolium (Drude) Becc.
- Calappa coronata (Mart.) Kuntze
- Cocos botryophora var. ensifolia Drude
- Cocos coronata var. todari Becc.
- Cocos coronata Mart.
- Cocos quinquefaria Barb.Rodr.
- Glaziova treubiana Becc.
- Syagrus coronata var. todari (Becc.) Becc.
- Syagrus quinquefaria (Barb.Rodr.) Becc.
- Syagrus treubiana (Becc.) Becc.